# Campionati francesi di sci alpino 2008
I Campionati francesi di sci alpino 2008 si svolsero ad Auron e a Isola 2000 dal 20 al 27 marzo. Il programma incluse gare di discesa libera, supergigante, slalom gigante, slalom speciale e supercombinata, tutte sia maschili sia femminili.
Trattandosi di competizioni valide anche ai fini del punteggio FIS, vi parteciparono anche sciatori di altre federazioni, senza che questo consentisse loro di concorrere al titolo nazionale francese.

## Risultati

### Uomini

#### Discesa libera
| Pos. | Atleta                 | Nazione   | Tempo   |
| ---- | ---------------------- | --------- | ------- |
| 1    | Yannick Bertrand       | Francia   | 1:30,69 |
| 2    | Johan Clarey           | Francia   | 1:30,73 |
| 3    | David Poisson          | Francia   | 1:31,17 |
| 4    | Adrien Théaux          | Francia   | 1:31,19 |
| 5    | Cyril Nocenti          | Francia   | 1:31,22 |
| 6    | Pierre-Emmanuel Dalcin | Francia   | 1:31,54 |
| 7    | Guillermo Fayed        | Francia   | 1:31,65 |
| 7    | Pierre Paquin          | Francia   | 1:30,69 |
| 9    | Alexandre Pittin       | Francia   | 1:31,76 |
| 10   | Craig Branch           | Australia | 1:31,85 |

Data: 26 marzo

Località: Auron

#### Supergigante
| Pos. | Atleta                 | Nazione     | Tempo   |
| ---- | ---------------------- | ----------- | ------- |
| 1    | David Poisson          | Francia     | 1:26,99 |
| 2    | Pierre-Emmanuel Dalcin | Francia     | 1:27,65 |
| 3    | Johan Clarey           | Francia     | 1:28,37 |
| 4    | Yannick Bertrand       | Francia     | 1:28,43 |
| 5    | Adrien Théaux          | Francia     | 1:28,45 |
| 6    | Craig Branch           | Australia   | 1:28,66 |
| 7    | Matteo Marsaglia       | Italia      | 1:29,08 |
| 7    | Sébastien Pichot       | Francia     | 1:29,08 |
| 9    | Douglas Crawford       | Regno Unito | 1:29,09 |
| 9    | Thomas Frey            | Francia     | 1:29,09 |

Data: 24 marzo

Località: Auron

#### Slalom gigante
| Pos. | Atleta                         | Nazione   | Tempo   |
| ---- | ------------------------------ | --------- | ------- |
| 1    | Cyprien Richard                | Francia   | 2:08,26 |
| 2    | Sébastien Pichot               | Francia   | 2:08,57 |
| 3    | Jean-Baptiste Grange           | Francia   | 2:08,86 |
| 4    | Thomas Mermillod Blondin       | Francia   | 2:08,90 |
| 5    | Steve Missillier               | Francia   | 2:09,11 |
| 6    | Thomas Frey                    | Francia   | 2:09,25 |
| 7    | Julien Lizeroux                | Francia   | 2:09,34 |
| 8    | Joël Chenal                    | Francia   | 2:09,37 |
| 9    | Cristian Javier Simari Birkner | Argentina | 2:09,86 |
| 10   | Frédéric Covili                | Francia   | 2:09,90 |

Data: 22 marzo

Località: Auron

#### Slalom speciale
| Pos. | Atleta                         | Nazione   | Tempo   |
| ---- | ------------------------------ | --------- | ------- |
| 1    | Julien Lizeroux                | Francia   | 1:38,70 |
| 2    | Jean-Baptiste Grange           | Francia   | 1:38,71 |
| 3    | Steve Missillier               | Francia   | 1:38,97 |
| 4    | Pierre Paquin                  | Francia   | 1:40,15 |
| 5    | Sébastien Pichot               | Francia   | 1:40,22 |
| 6    | Thomas Mermillod Blondin       | Francia   | 1:40,25 |
| 7    | Alexandre Anselmet             | Francia   | 1:40,31 |
| 8    | Cristian Javier Simari Birkner | Argentina | 1:40,70 |
| 9    | Norman Blanc                   | Francia   | 1:40,71 |
| 10   | Joël Chenal                    | Francia   | 1:40,76 |

Data: 23 marzo

Località: Isola 2000

#### Supercombinata
| Pos. | Atleta                   | Nazione | Tempo   |
| ---- | ------------------------ | ------- | ------- |
| 1    | Pierre Paquin            | Francia | 2:14,85 |
| 2    | Thomas Mermillod Blondin | Francia | 2:15,05 |
| 3    | Adrien Théaux            | Francia | 2:15,07 |
| 4    | Johan Clarey             | Francia | 2:15,09 |
| 5    | Jérémie Durand           | Francia | 2:15,49 |
| 6    | Alexandre Bouillot       | Francia | 2:15,69 |
| 7    | Julien Lizeroux          | Francia | 2:15,74 |
| 8    | Guillermo Fayed          | Francia | 2:16,12 |
| 9    | Thomas Frey              | Francia | 2:16,89 |
| 10   | Sébastien Sorrel         | Francia | 2:16,92 |

Data: 27 marzo

Località: Auron

### Donne

#### Discesa libera
| Pos. | Atleta                | Nazione | Tempo   |
| ---- | --------------------- | ------- | ------- |
| 1    | Marion Rolland        | Francia | 1:32,53 |
| 2    | Marie Marchand-Arvier | Francia | 1:32,55 |
| 3    | Aurélie Revillet      | Francia | 1:32,57 |
| 4    | Ingrid Jacquemod      | Francia | 1:33,16 |
| 5    | Alexandra Coletti     | Monaco  | 1:34,06 |
| 6    | Margot Bailet         | Francia | 1:34,09 |
| 7    | Marion Pellissier     | Francia | 1:34,13 |
| 8    | Clothilde Weyrich     | Francia | 1:34,33 |
| 9    | Magda Mattel          | Francia | 1:34,75 |
| 10   | Aurelia Urbain        | Francia | 1:34,97 |

Data: 20 marzo

Località: Auron

#### Supergigante
| Pos. | Atleta                | Nazione     | Tempo   |
| ---- | --------------------- | ----------- | ------- |
| 1    | Marie Marchand-Arvier | Francia     | 1:27,75 |
| 2    | Marion Rolland        | Francia     | 1:28,86 |
| 3    | Aurélie Revillet      | Francia     | 1:29,56 |
| 4    | Marion Bertrand       | Francia     | 1:29,86 |
| 5    | Chemmy Alcott         | Regno Unito | 1:30,19 |
| 6    | Francesca Marsaglia   | Italia      | 1:30,46 |
| 7    | Marine Gauthier       | Francia     | 1:30,61 |
| 7    | Ingrid Jacquemod      | Francia     | 1:30,61 |
| 9    | Federica Brignone     | Italia      | 1:30,87 |
| 10   | Margot Bailet         | Francia     | 1:30,93 |

Data: 22 marzo

Località: Auron

#### Slalom gigante
| Pos. | Atleta           | Nazione     | Tempo   |
| ---- | ---------------- | ----------- | ------- |
| 1    | Chemmy Alcott    | Regno Unito | 2:11,77 |
| 2    | Tessa Worley     | Francia     | 2:11,79 |
| 3    | Marion Bertrand  | Francia     | 2:13,30 |
| 4    | Aurélie Santon   | Francia     | 2:14,06 |
| 5    | Margot Bailet    | Francia     | 2:14,80 |
| 6    | Aita Camastral   | Svizzera    | 2:15,32 |
| 7    | Ines Lambelin    | Francia     | 2:15,57 |
| 8    | Carolina Ruiz    | Spagna      | 2:15,92 |
| 9    | Charlène Gardet  | Francia     | 2:15,99 |
| 10   | Aurélie Revillet | Francia     | 2:16,01 |

Data: 24 marzo

Località: Auron

#### Slalom speciale
| Pos. | Atleta              | Nazione | Tempo   |
| ---- | ------------------- | ------- | ------- |
| 1    | Claire Dautherives  | Francia | 1:40,89 |
| 2    | Tessa Worley        | Francia | 1:41,20 |
| 3    | Julie Bordeau       | Francia | 1:41,77 |
| 4    | Marion Bertrand     | Francia | 1:42,04 |
| 5    | Florine de Leymarie | Francia | 1:42,13 |
| 6    | Tamara Vidoni       | Francia | 1:42,18 |
| 7    | Nastasia Noens      | Francia | 1:42,25 |
| 8    | Anémone Marmottan   | Francia | 1:42,59 |
| 9    | Aurélie Santon      | Francia | 1:42,67 |
| 10   | Laurie Mougel       | Francia | 1:42,81 |

Data: 23 marzo

Località: Isola 2000

#### Supercombinata
| Pos. | Atleta                | Nazione | Tempo   |
| ---- | --------------------- | ------- | ------- |
| 1    | Marie Marchand-Arvier | Francia | 2:15,06 |
| 2    | Ingrid Jacquemod      | Francia | 2:15,22 |
| 3    | Margot Bailet         | Francia | 2:17,16 |
| 4    | Marion Pellissier     | Francia | 2:17,18 |
| 5    | Marion Rolland        | Francia | 2:17,76 |
| 6    | Alexandra Coletti     | Monaco  | 2:17,77 |
| 6    | Aurélie Santon        | Francia | 2:17,77 |
| 8    | Mireia Gutiérrez      | Andorra | 2:17,79 |
| 8    | Aurélie Revillet      | Francia | 2:17,79 |
| 10   | Nastasia Noens        | Francia | 2:17,89 |

Data: 21 marzo

Località: Auron